# Voragine
Voragine (Nada) è un film del 1947 diretto da Edgar Neville.
La pellicola è frutto di una coproduzione spagnola e italiana.

## Trama
Andreina arriva dalla provincia a Barcellona a casa dei nonni per continuare gli studi universitari, ma si rende conto che l'atmosfera non è quella ideale: nella casa regnano miseria e vizio, gli zii sono perennemente arrabbiati per tenere a bada Ramon, che ha fama di grande conquistatore di donne, mentre il pittore Juan sperpera i suoi guadagni ottenuti con la vendita dei suoi quadri al gioco, e anche sua moglie non è migliore di lui.
Andreina ben presto col suo temperamento riesce a imporre il suo carattere e fa amicizia con Ena Berenguer, la quale però le rivela che sua madre in passato ha avuto una storia con Ramon. Per vendetta, Ena seduce il giovane portandolo dapprima alla follia e infine alla morte per suicidio. Andreina, disgustata da quell'ambiente, deciderà di rimanere sola per l'intera esistenza, mentre Ena si sposerà felicemente con un altro uomo.

## Distribuzione
Il film in Italia ottenne il visto di censura n. 4.634 del 25 ottobre 1948 con una lunghezza di 2.350 metri. Il personaggio principale femminile, che nella versione spagnola si chiamava Andrea, in quella italiana venne rinominato Andreina.

## Versione spagnola
In Spagna la pellicola fu pesantemente censurata dal regime franchista: la durata originale, di 110 minuti, venne ridotta a 76 minuti tagliando ben 34 minuti, eliminando i ruoli di Félix Navarro, María Bru e Rafael Bardem, cancellando inoltre la maggior parte delle scene in esterni a Barcellona.
Il film, nella sua versione spagnola, è stato proiettato in televisione sulla rete RTVE nel maggio del 2021, in occasione del centenario della nascita di Carmen Laforet.

## Altre versioni
Nel 1956, in Argentina fu girato un remake del film dal romanzo di Carmen Laforet, intitolato Graciela, diretto da Leopoldo Torre Nilsson e interpretato da Elsa Daniel e Lautaro Murúa.